# General Certificate of Secondary Education
General Certificate of Secondary Education (GCSE) is een diploma voor middelbaar onderwijs voor overheidsscholen in het Verenigd Koninkrijk. GCSE wordt afgenomen in Engeland, Wales, Noord-Ierland en Britse overzeese gebieden. Schotland heeft een eigen systeem. Het GCSE wordt afgenomen aan het einde van de vierde klas in het middelbaar onderwijs (jaar 11, in het V.K. onderdeel van "Key Stage 4"), als kinderen 15 of 16 jaar oud zijn. De Britse wet stelt onderwijs verplicht tot het 16e levensjaar. Na succesvolle afronding van het GCSE kunnen leerlingen doorleren gedurende twee extra jaren, die de "sixth form" worden genoemd en worden afgerond met examens in A-levels. De grote meerderheid van Britse scholieren neemt deel aan de GCSE, hoewel geen van de examens verplicht zijn.
Voor het behalen van een diploma zijn de vakken English (Engels), mathematics (wiskunde) en science (een combinatie van natuurkunde, scheikunde en biologie) verplicht. In Wales is daarnaast examen in Welsh verplicht. De meeste scholen verlenen pas een GCSE-diploma als examens in ten minste vijf vakken met succes zijn afgerond. Er zijn rond de 50 vakken erkend, maar welke daarvan worden aangeboden hangt van de school af. De school bepaalt welke leerlingen aan de examens deel kunnen nemen.
In het Britse systeem worden geen cijfers maar letters uitgedeeld. De schaal loopt van A tot G, waarbij A de hoogste score is en G de laagste. Welke letter voldoende is om te slagen verschilt per geval. Dit hangt af van tot welke klas, school of opleiding een leerling na het GCSE toegang wil krijgen.
Het Britse systeem wordt ook veel buiten het Verenigd Koninkrijk gehanteerd. Op veel internationale scholen worden daarom IGCSE ("International" GCSE) afgenomen, examens die door de Britse wet als gelijk aan GCSE erkend worden.